# George Cadwalader
George Cadwalader est un général américain de l'Union. Il est né le 16 mai 1806 à Philadelphie et est mort le 3 février 1879 dans la même ville. Il est le fils du général Thomas Cadwalader et de Mary Biddle. Il est inhumé au cimetière Christ Church Burial Ground de Philadelphie.

## Biographie
George Cadwalader est le fils de Thomas Cadwalader et de Mary Biddle. Cette dernière est la fille du colonel Clement Biddle. George passe son enfance à Philadelphie où il suit des études de droit. Il est admis au barreau et y reste jusqu'en 1846, année de la déclaration de guerre avec le Mexique. Il a un frère aîné, John, qui est membre du Congrès.
Son épouse Frances Butler Mease est la nièce de Butler Pierce, sénateur de la Caroline du Sud.

## Carrière militaire
Le 3 mars 1847, il est promu général de brigade et prend le commandement d'une brigade de Volontaires de Pennsylvanie. Il participe aux batailles de Molino del Rey et de Chapultepec à l'issue desquelles il est promu général de division pour fait de bravoure. Il reprend alors son métier d'avocat à Philadelphie jusqu'en 1861. Le gouverneur le nomme alors à la tête de la Milice de l'État de Pennsylvanie.
En mai 1861, il est nommé commandant de la ville de Baltimore au moment où une révolte anti-étrangers secoue la cité. Il y rétablit l'ordre.
En juin de la même année, il accompagne en tant que commandant en second, le général Patterson contre Winchester.
Le 25 avril 1862, il reçoit le grade de général de division des Volontaires de Pennsylvanie. 
En décembre 1862, il est nommé au Comité de Révision des Lois et Règlements Militaires des États-Unis.